# Relaciones Chile-Samoa
Las relaciones Chile-Samoa son las relaciones internacionales entre la República de Chile y el Estado Independiente de Samoa.

## Historia

### SigloXX
Las relaciones diplomáticas entre Chile y Samoa fueron establecidas el 24 de agosto de 1978.

## Relaciones comerciales
En 2022, el intercambio comercial entre ambos países ascendió a los 0,29 millones de dólares estadounidenses, lo que supuso un -0,7% de crecimiento promedio anual en los últimos cinco años. Los principales productos exportados por Chile fueron jurel preparado o conservado, mientras que Samoa exportó cartuchos de tóner o tinta, cajas de cartón, abrigos y pantalones.

## Misiones diplomáticas
- La embajada de Chile en Nueva Zelanda concurre con representación diplomática a Samoa.[3] Asimismo, Chile cuenta con un consulado honorario en Apia.[4]
- La Misión Permanente de Samoa ante las Naciones Unidas concurre con representación diplomática a Chile.[3]